# STS-85
إس تي إس-85 (بالإنجليزية: STS-85)‏ الرحلة السادسة والثمانون ضمن برنامج مكوك الفضاء لوكالة ناسا، والرحلة الثالثة والعشرون على متن مكوك الفضاء ديسكفري، انطلقت الرحلة في 7 أغسطس 1997 من مركز كينيدي للفضاء ، وهبطت بتاريخ 19 أغسطس في مركز كينيدي للفضاء أيضاً، بعد أحد عشر يوماً و20 ساعة مكثتها الرحلة في الفضاء، تم خلال الرحلة نشر واسترجاع قمراً صناعياً صمم لدراسة الغلاف الجوي الأوسط للأرض في مهمة مشتركة بالتعاون مع وكالة الفضاء الألمانية DARA، بلغ عدد الرواد المشاركين في الرحلة ستة رواد.